# 林本源製糖
林本源製糖（りんほんげんせいとう）株式会社とは、日本統治下の台湾における台中州にあった台湾資本の製糖会社である。

## 概説
台湾の名望家である板橋林本源家は、日本の台湾支配開始時の動乱を避けて200万円から300万円と言われる財産を上海の銀行に預金していたが、1909年（明治42年）台湾総督府と台湾銀行は、林家に対し台湾の産業への投資を勧めた。また、総督府民政長官兼臨時糖務局長の大島久満次と台湾銀行理事長柳生一義も、製糖業が台湾南部から北部へと発展しつつある状況にかんがみ、林家への説得を行った。これを受け、同年6月15日「林本源製糖合資会社」を設立した。社長は林鶴寿、副社長は林爾嘉と林熊徴だった。台中州北斗郡渓州庄（現在の彰化県渓州郷）に生産能力750トンの分蜜糖製糖工場を建設した（翌1910年12月竣工）。同時に糖業輸送のための軽便鉄道（後の台湾糖業鉄道田林線にあたる）を田中央（現・田中） - 渓州間に開通させている（その後二林に延伸）。
創立当時の資本金は200万円であり、台湾銀行と三井物産からの借金をしている。また土地の買収も困難を極めた。そこで総督府は警察的強権を使用してまで売却の勧誘強要を行った。
蔡培火著『日本国々民に与ふ』62から63ページにおいて以下のように記されている。
この強制買収事件に対して、非難抗議が強く、大島久満次は引責辞職している。工場竣工直後の1910年と1911年に連続して大水害に遭い、資金が調わず、台湾銀行の監督を受けるべく株式会社に改組した。
台湾農民運動の嚆矢である二林事件の舞台ともなっている。
1927年（昭和2年）3月、塩水港製糖株式会社に買収された。